# Medhadi Al-Dosari
Medhadi Al-Dosari (nascido em 8 de abril de 1976) é um ex-ciclista saudita.

## Olimpíadas
Competiu pela Arábia Saudita no ciclismo de estrada dos Jogos Olímpicos de Verão de 1992.